# Kaldrananeshreppur
Die Landgemeinde Kaldrananes (isländisch Kaldrananeshreppur) liegt in den Westfjorden von Island.
Am 1. Januar 2023 hatte die Gemeinde 116 Einwohner, davon lebten 71 Einwohner im Hauptort Drangsnes.
Die Gemeinde liegt am Nordufer des Steingrímsfjörður.

## Drangsnes

### Charakteristika

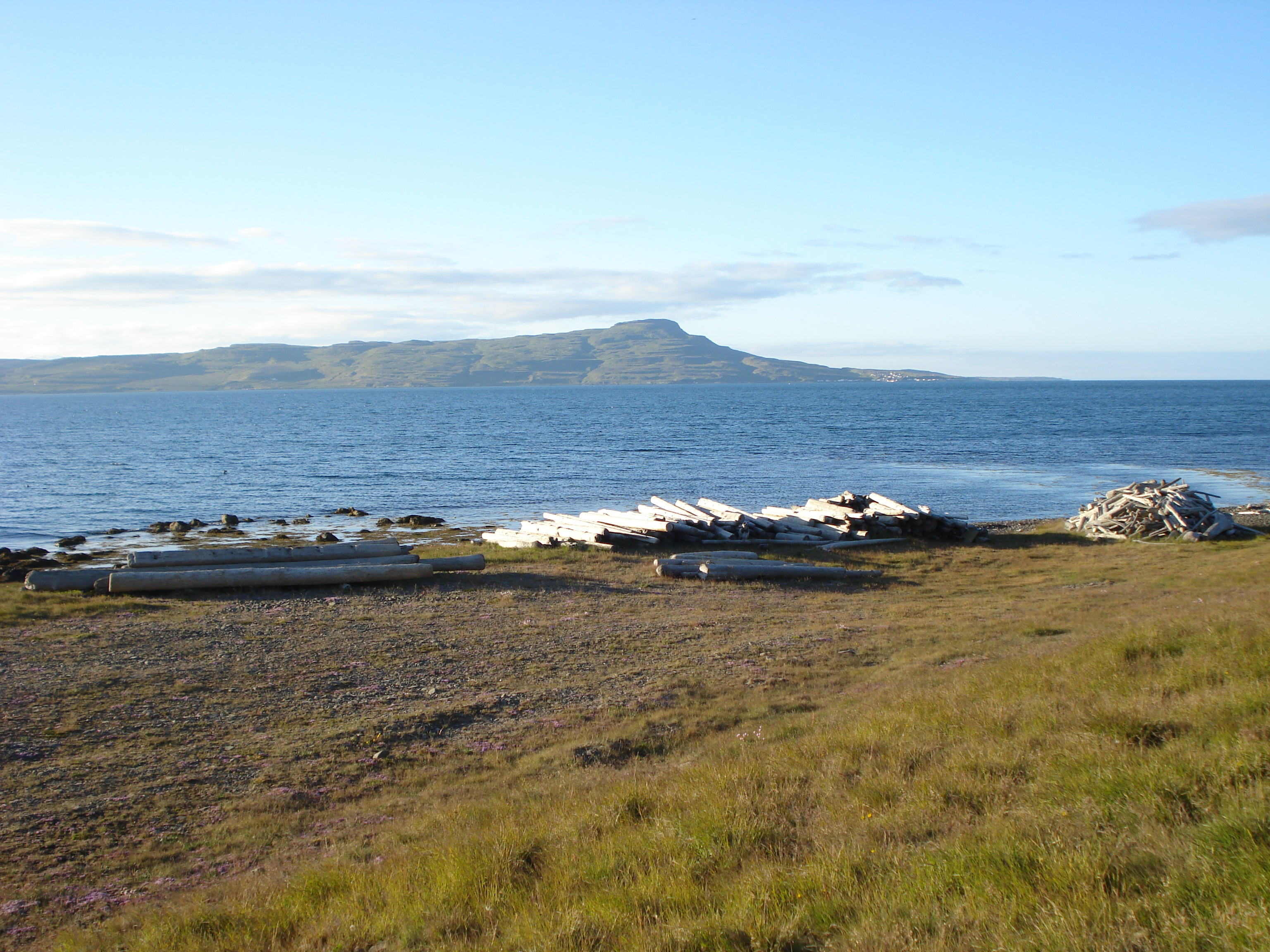
Blick über den Steingrímsfjörður auf Drangsnes

Drangsnes [ˈtrauŋsnɛˑs] (dt. „Felsenhalbinsel“) liegt am nordöstlichen Ufer des Steingrímsfjörður, 37 km von Hólmavík entfernt. Die kleine, einsam gelegene Ortschaft ist geprägt von ein paar kleinen Häusern und einer Salzfischfabrik. Der Fischfang und dessen Verarbeitung sind somit Haupterwerbsquelle des Ortes. Die kleine Kirche Drangsneskapella wurde 1944 erbaut.
Der nahegelegene Fluss Bjarnarfjarðará wird häufig von Anglern aufgesucht.

### Felsinsel Grímsey
Der Küste südöstlich vorgelagert befindet sich die Felsinsel Grímsey (nicht identisch mit der größeren gleichnamigen Insel vor dem Eyjafjörður), auf der ein 1949 errichteter Leuchtturm steht. Grímsey ist 49 ha groß, unbewohnt und für zahlreiche Vogelarten bekannt.
Jener Felsen ist der Legende nach eine versteinerte Trollfrau, die zwischen Island und den Westfjorden einen Graben ziehen wollte und – von der aufgehenden Sonne überrascht – zu Stein erstarrte.

### Verkehrsanbindung
Drangsnes liegt am Drangsnesvegur ,  der nach Norden als Strandavegur  bis Djúpavík, sowie zum Flugplatz in Gjögur am Reykjarfjörður führt. Ísafjörður, der Hauptort der Westfjorde, ist nach Westen über den Djúpvegur  erreichbar.

## Einwohnerentwicklung

Karte der Region

Der Bevölkerungsrückgang zwischen 1997 und 2006 betrug 29 %. Seither stagniert die Einwohnerzahl.
| Datum         | Einwohner |
| ------------- | --------- |
| 1. Dez. 1997: | 142       |
| 1. Dez. 2003: | 125       |
| 1. Dez. 2004: | 117       |
| 1. Dez. 2005: | 112       |
| 1. Dez. 2006: | 101       |
| 1. Dez. 2007: | 102       |
| 1. Dez. 2008: | 110       |
| 1. Dez. 2009: | 114       |
| 1. Jan. 2019: | 103       |

## Infrastruktur
In Drangsnes gibt es eine Grundschule, einen Kindergarten, einen Campingplatz, ein Hotel und ein Geschäft mit Tankstelle. Das Schwimmbad, von dem aus sich eine eindrucksvolle Aussicht auf den Fjord und die vorgelagerte Insel Grímsey bietet, wurde 2005 gebaut. Zur Insel Grímsey werden Bootsausflüge durchgeführt.

## Weitere Höfe und Ortschaften
Am Fjord Bjarnarfjörður steht auf dem Hof Kaldrananes die seit 1990 denkmalgeschützte Holzkirche Kaldrananeskirkja. Sie wurde 1851 erbaut und 1888–1892 von Grund auf renoviert. Der Dachreiter wurde 1888 nachträglich errichtet. Die Kanzel ist vermutlich von 1787, und auf einer der Glocken ist die Jahreszahl 1798 zu sehen. Weitere Renovierungen erfolgten 1970 und 2000. In der Länge misst die Kaldrananeskirkja 10,36 m und in der Breite 4,61 m.